# نرم‌تنان کرمی
نرم‌تنان کِرمی یا بی‌لاکه‌ها (به لاتین: Aplacophora) احتمالاً یک آرایۀ پیراتباری و نام رده‌ای از نرم‌تنان کوچک ژرفزی دریایی است. است. این دسته از نرم‌تنان دریاییِ آب‌های عمیق، کوچک و منحصراً کف‌زی هستند و در همهٔ اقیانوس‌های جهان یافت می‌شوند.
بی‌لاکه‌ها نرم‌تنانی استوانه‌ای‌شکل و بدون صدف هستند که در همهٔ اقیانوس‌های جهان زندگی می‌کنند. این رده ۲۸ خانواده و ۳۲۰ گونه دارد. جانوران این رده بسیار کوچک و کرم‌مانند هستند و درازای آن‌ها از ۵ سانتیمتر بیشتر نمی‌شود. اما برخی گونه‌ها به طول ۳۰ سانتیمتر نیز می‌رسند. زیستگاه آن‌ها معمولاً آب‌های ژرف‌تر از ۲۰ متر است.
همه اشکال نوین شناخته‌شده، بدون پوسته هستند: تنها برخی از اشکال نخستین منقرض‌شده کفه دارند. این گروه شامل دو تبارشاخه شیارشکمان و سپرپایان است که بین آنها ۲۸ خانواده و حدود ۳۲۰ گونه وجود دارد. نرم‌تنان کرمی به‌طور سنتی نیای دیگر رده‌های نرم‌تنان به شمار می‌رود. با این حال، رابطه بین دو گروه نرم‌تنان کرمی و دیگر رده‌های نرم‌تنان و یکدیگر هنوز مشخص نیست.